# Joseph Jules Beecken
Joseph Jules Beecken   (Lieja, 11 d'abril de 1904 - Heers, valor desconegut) va ser un boxejador belga que va competir durant la dècada de 1920.
El 1924 va prendre part en els Jocs Olímpics de París, on guanyà la medalla de bronze de la categoria del pes mitjà, del programa de boxa.